# Symplecta (Symplecta) colombiana colombiana
Symplecta (Symplecta) colombiana colombiana is een ondersoort van de tweevleugelige Symplecta (Symplecta) colombiana uit de familie steltmuggen (Limoniidae). De ondersoort komt voor in het Neotropisch gebied.